# アルバート・ハイン

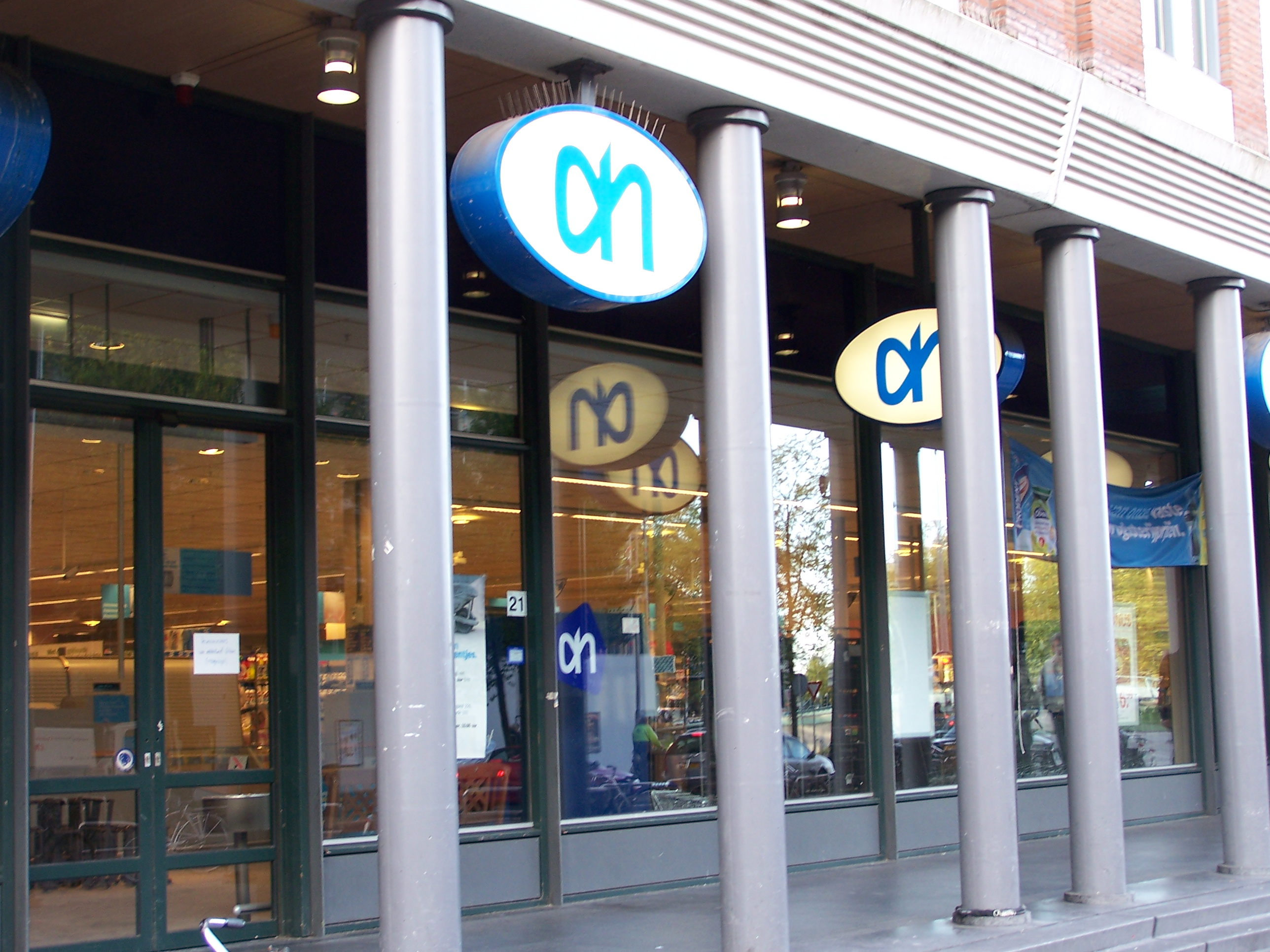
AH（通常のスーパー）

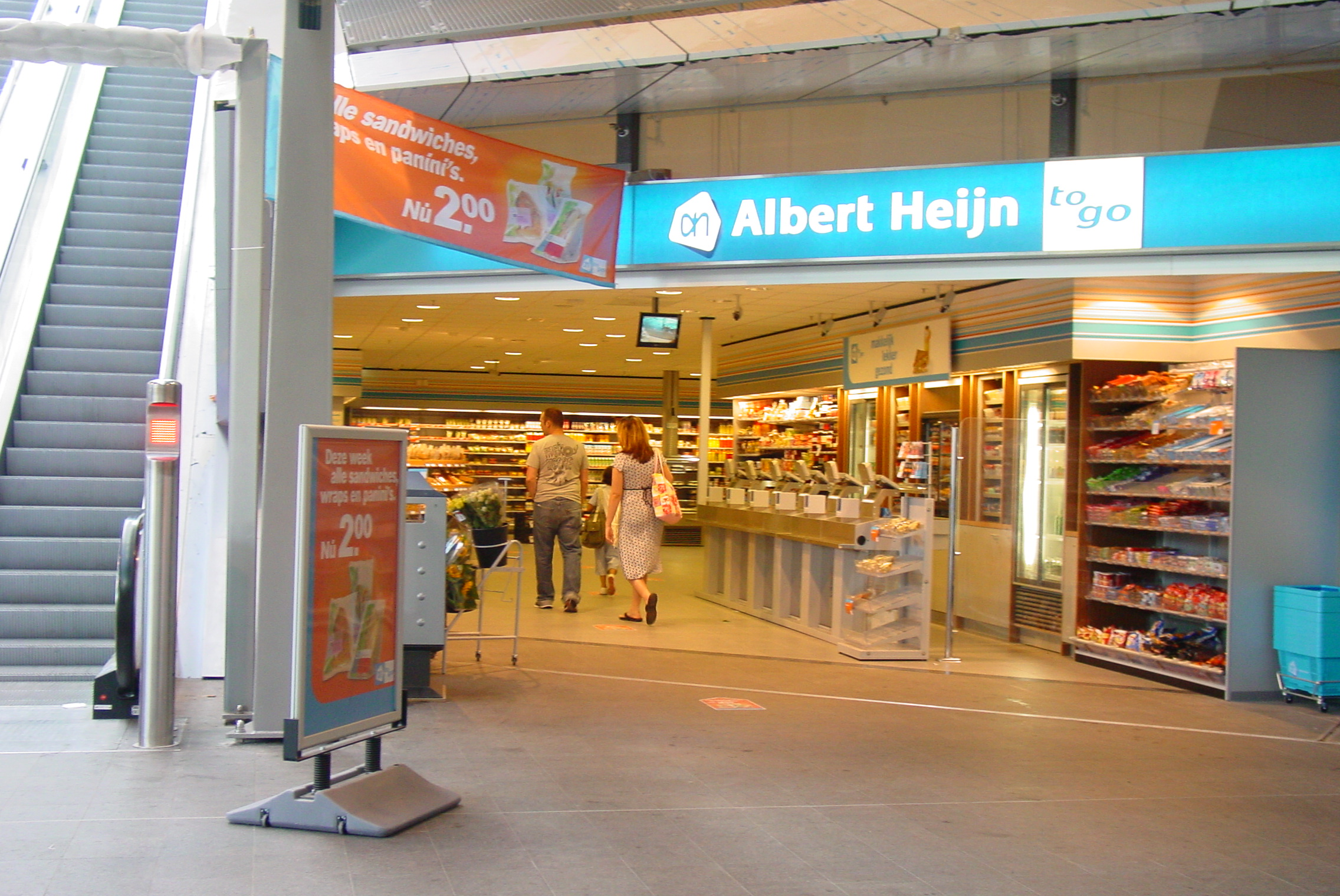
AH to go（駅構内のコンビニ）

アルバート・ハイン（Albert Heijn B.V.）は、オランダのザーンダムに本社を置くスーパーマーケットチェーンを運営する会社。または同社が運営しているスーパーマーケットの名前。
アホールド・デレーズの子会社であり、創業は1887年。社名はオーストザーンで1号店を創業した Albert Heijn の名に因んでいる。

## 概要
アルバート・ハインは王立アホールドの中で最も古くから存在する企業で、現在オランダで約700店舗を運営している国内最大のスーパーマーケットチェーン。国内小売業シェア約30%で、ディスカウントストアは運営していないが、割引カード"Bonus kaart"で実質上の割引販売を行っている。
店舗名はAlbert Heijnと表記する場合と、その省略形であるAHと表記する場合がある。
店舗形態としては次のようなものがある。
Albert Heijn ： 通常のスーパーマーケット
Albert Heijn to go ： 駅構内にあるコンビニ
Albert Heijn XL ： ハイパーマーケット（数店舗のみ存在）
また、食品や日用雑貨のプライベートブランド製品の製造と店舗での販売も行っている。

## こぼれ話
コンビニAlbert Heijn to goの価格は、通常のスーパーAlbert Heijnより高く設定されており、ビールやミネラルウォーターなどは倍近くの価格となっている物もある。
近年、住宅街や駅構内への立地が進み、オランダ国内どこにでも見かけるようになった。特に、駅構内のコンビニではほぼ独占状態である。
郊外に立地しているディスカウントストアより、全般的に価格設定が高い。